# Bardsragujn chumb 2000
Il Bardsragujn chumb 2000 è stato la nona edizione del campionato di calcio armeno, disputato tra il 25 marzo e il 16 novembre 2000 e concluso con la vittoria dell'Araks Ararat, al suo secondo titolo.
Capocannoniere del torneo fu Ara Hakobyan (Araks) con 21 reti.

## Formula
Il numero di squadre partecipanti passò da 10 a 8 e disputarono un doppio turno di andata e ritorno per un totale di 28 partite. Il FK Yerevan e l'Erebuni Yerevan si sciolsero prima dell'inizio del campionato e vennero rimpiazzate dal Kilikia FC, retrocesso al termine della stagione precedente dopo aver perso lo spareggio, e dal Lernagorts Kapan che fu promosso.
La squadra campione si qualificò alla UEFA Champions League 2001-2002, la seconda classificata alla Coppa UEFA 2001-2002 mentre la terza alla Coppa Intertoto 2001. In vista di un allargamento del numero delle partecipanti nessuna squadra retrocedette in Aradżin Chumb.
Il Tsement Ararat cambiò nome in Araks Ararat.

## Squadre partecipanti
| Club             | Città    | Stadio | Posizione 1999     |
| ---------------- | -------- | ------ | ------------------ |
| Ararat           | Erevan   |        | 2°                 |
| Širak            | Gyumri   |        | Campione d'Armenia |
| Kilikia          | Erevan   |        | 7°                 |
| Araks Ararat     | Ararat   |        | 3°                 |
| Lernagorts Kapan | Kapan    |        | Aradżin Chumb      |
| Mika Ashtarak    | Ashtarak |        | Aradżin Chumb      |
| Dinamo Erevan    | Erevan   |        | Aradżin Chumb      |
| Zvart'noc'       | Erevan   |        | 4°                 |

## Classifica finale
|                    | Pos. | Squadra          | Pt | G  | V  | N | P  | GF | GS | DR  |
| ------------------ | ---- | ---------------- | -- | -- | -- | - | -- | -- | -- | --- |
| Armenia (bandiera) | 1.   | Araks Ararat     | 61 | 28 | 19 | 4 | 5  | 65 | 33 | +32 |
|                    | 2.   | Ararat           | 59 | 28 | 18 | 5 | 5  | 50 | 23 | +27 |
|                    | 3.   | Širak            | 58 | 28 | 17 | 7 | 4  | 64 | 21 | +43 |
|                    | 4.   | Mika Ashtarak    | 49 | 28 | 15 | 4 | 9  | 45 | 31 | +14 |
|                    | 5.   | Zvart'noc'       | 41 | 28 | 11 | 8 | 9  | 44 | 41 | +3  |
|                    | 6.   | Kilikia          | 30 | 28 | 9  | 3 | 16 | 49 | 56 | -7  |
|                    | 7.   | Lernagorts Kapan | 12 | 28 | 3  | 3 | 22 | 29 | 82 | -53 |
|                    | 8.   | Dinamo Erevan    | 7  | 28 | 1  | 4 | 23 | 19 | 78 | -59 |

Legenda:

      Campione di Armenia e ammessa alla Champions League
      Ammessa alla Coppa UEFA
      Ammessa alla Coppa Intertoto
Note:

Tre punti a vittoria, uno a pareggio, zero a sconfitta.

### Verdetti
- FC Araks Ararat Campione d'Armenia e ammesso alla UEFA Champions League 2001-2002
- FC Ararat Yerevan ammesso alla Coppa UEFA 2001-2002
- Shirak FC Ammesso alla Coppa Intertoto 2001

## Classifica marcatori
| Gol |  |  | Giocatore       | Squadra       |
| --- |  |  | --------------- | ------------- |
| 21  |  |  | Ara Hakobyan    | Araks Ararat  |
| 17  |  |  | Tigran Yesayan  | Ararat        |
| 15  |  |  | Samvel Nikolyan | Mika Ashtarak |
| 15  |  |  | Artur Petrosyan | Shirak        |
| 15  |  |  | Arman Karamyan  | Kilikia       |